# معيوف ناصر
معيوف ناصر (22 يناير 1991) لاعب كرة قدم بحريني يلعب حاليا لصالح نادي الدرجة الأولى الرفاع الشرقي البحريني في مركز الجناح الأيمن من 2009 كما يجيد اللعب في مركز الجناح الأيسر.

## الإنجازات
- كأس ملك البحرين (1): 2014